# Spathopria
Spathopria – wymarły rodzaj błonkówek z rodziny Spathiopterygidae. Obejmuje tylko jeden opisany gatunek, S. sayrevillensis.

## Taksonomia
Rodzaj i gatunek typowy opisane zostały po raz pierwszy w 2013 roku przez Michaela S. Engela, Jaimego Ortegę-Blanco i Davida A. Grimaldiego na łamach „American Museum Novitates” w publikacji współautorstwa Carmen Soriano i Xaviera Delclòsa. Opisu dokonano na podstawie pojedynczej inkluzji samca w datowanym na turon bursztynie, znalezionym na stanowisku White Oaks w Sayreville w hrabstwie Middlesex, w amerykańskim stanie New Jersey.
Nazwa rodzajowa to połączenie greckiego słowa σπάθη (spáthē), oznaczającego „wiosło”, i nazwy rodzajowej Diapria. Z kolei epitet gatunkowy odnosi się do lokalizacji typowej.

## Morfologia
Błonkówka o ciele długości 0,8 mm i przednim skrzydle długości niespełna 1 mm. Ubarwienie miała ciemnobrązowe do czarnego. Kulistawo-jajowatą, nieco szerszą niż dłuższą głowę pokrywały silne, grube, stykające się, niemal areolowate punkty. Miała ona niewielkie i umieszczone w płytkim wcisku między oczami przyoczka, zbudowane z ponad 40 fasetek oczy złożone zajmujące połową jej boków, szczątkowo wykształcony występ czoła oraz wydatne torulusy. Krótsze od ciała czułki cechowały się bardzo krótkim i zakrzywionym trzonkiem, tak długą jak szeroką nóżką, a członami biczyka od pierwszego do czwartego wyraźnie dłuższymi niż szerszymi i wyraźnie dłuższymi niż pozostałe jego człony. Mezosoma miała silnie, poprzecznie rowkowane przedplecze, a także podłużnie i silnie rowkowaną oraz między rowkami punktowaną tarczę śródplecza o słabo widocznych notaulusach. Skrzydło przednie cechowało się szorstką i pomarszczoną błoną, spektralnym charakterem żyłek oraz brakiem szczecinek na powierzchni i brzegach. Tylne skrzydła uległy całkowitemu zanikowi. Niemal nagie odnóża miały zakrzywione krętarze i małe, okrągłe przedudzia. Kulistawa metasoma osiągała zbliżoną długość co mezosoma.